# Bezrakietowy start kosmiczny
Bezrakietowy start kosmiczny – start kosmiczny, w którym część lub całość potrzebnego przyspieszenia są zastąpione przez metody bezrakietowe, zamiast tradycyjnych i prostszych rakiet z napędem chemicznym. W niektórych systemach takich jak rocket sled launch oraz air launch, rakieta jest używana do osiągnięcia orbity, ale po osiągnięciu odpowiedniej wysokości prędkość utrzymywana jest w inny sposób.
Wyniesienie ładunków na orbitę jest jednym z najdroższych czynników podróży kosmicznych. Jeśli mogłoby to być bardziej efektywne, to całkowite koszty lotów kosmicznych byłyby o wiele niższe. Dzisiejsze koszty wyniesienia 1 kg ładunku z Ziemi na niską orbitę okołoziemską wahają się od 10 000 do 25 000 dolarów. Aby skolonizować przestrzeń kosmiczną wymagane są niższe koszty startów kosmicznych. Oprócz zalet związanych z bezpieczeństwem, niezawodnością startów oraz niższymi kosztami eksploatacji, mogłoby być one również wykorzystywane do wywożenia w przestrzeń odpadów promieniotwórczych.